# Réjaumont (Gers)
Pour les articles homonymes, voir Réjaumont.
Réjaumont (Rejaumont en gascon) est une commune française située dans le centre du département du Gers en région Occitanie. Sur le plan historique et culturel, la commune est dans le Pays de Gaure, un territoire au cœur de la Gascogne caractérisé par ses champs céréaliers et d'oléagineux, entrecoupés de maigres bois et prairies.
Exposée à un climat océanique altéré, elle est drainée par l'Ousse, le ruisseau de Lauze et par divers autres petits cours d'eau.
Réjaumont est une commune rurale qui compte 247 habitants en 2022, après avoir connu un pic de population de 1 029 habitants en 1821.  Elle fait partie de l'aire d'attraction d'Auch. Ses habitants sont appelés les Réjaumontois ou  Réjaumontoises.

## Géographie

### Localisation
Réjaumont est une commune de Gascogne située dans la Lomagne sur l'Ousse et la Lauze.

### Communes limitrophes
Les communes limitrophes sont  Cézan, Fleurance, La Sauvetat, Larroque-Saint-Sernin, Préchac et Sainte-Radegonde.
|                       | La Sauvetat | Sainte-Radegonde |
| Larroque-Saint-Sernin | Réjaumont   | Fleurance        |
| Cézan                 | Préchac     |                  |

### Géologie et relief

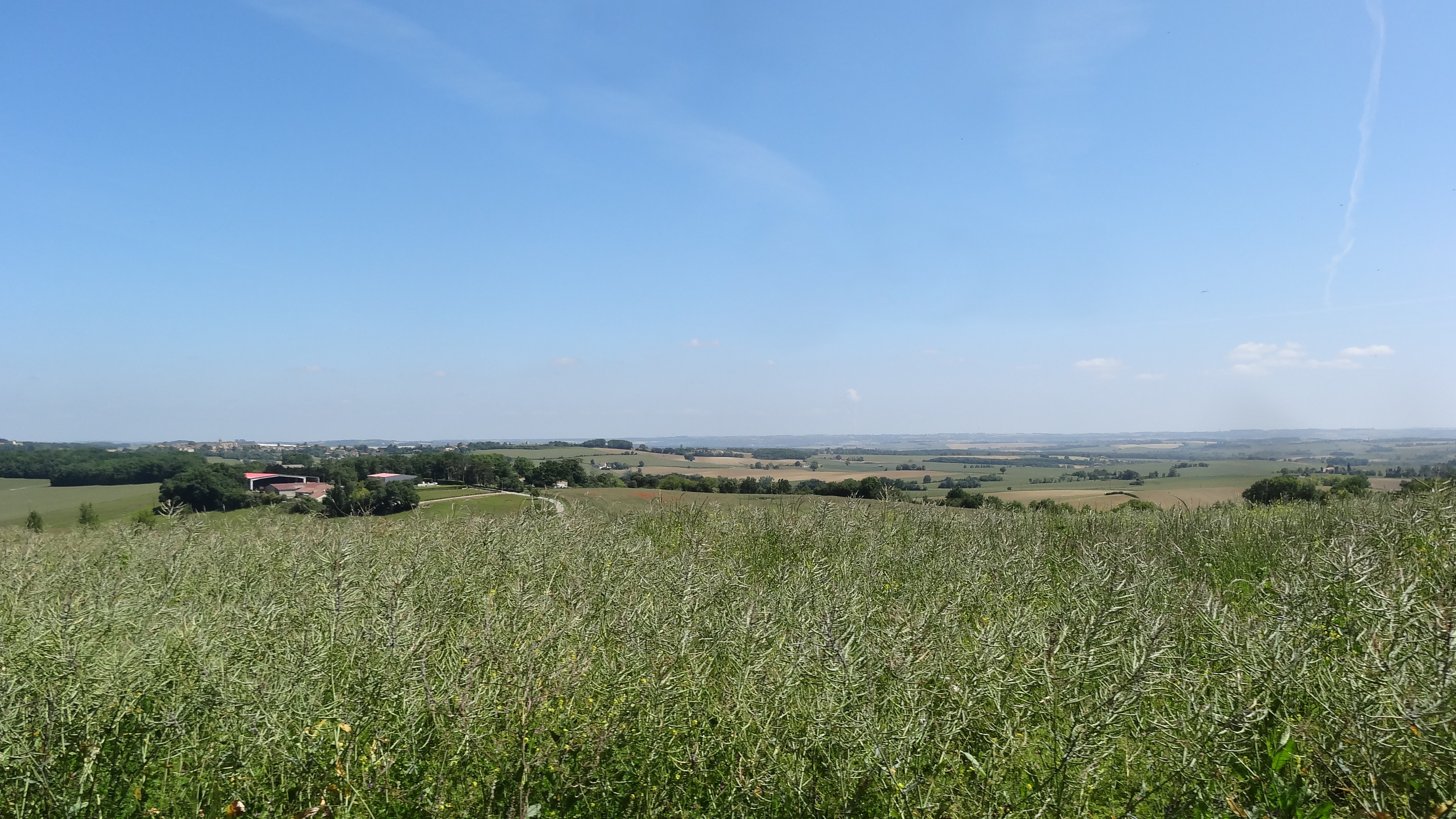
Point de vue situé sur la commune.

Réjaumont se situe en zone de sismicité 1 (sismicité très faible).

### Hydrographie

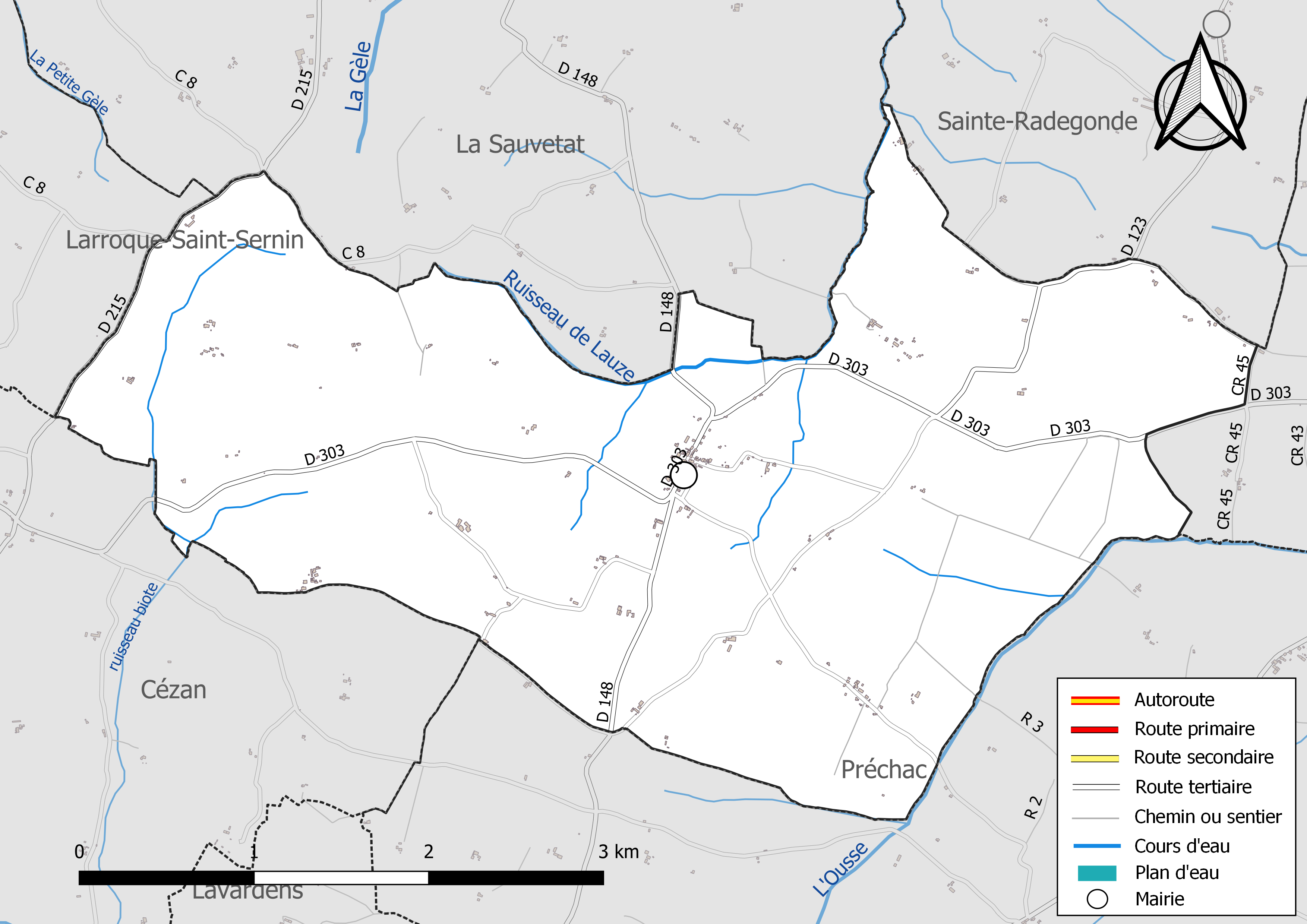
Réseaux hydrographique et routier de Réjaumont.

La commune est dans le bassin de la Garonne, au sein du bassin hydrographique Adour-Garonne. Elle est drainée par l'Ousse, le ruisseau de Lauze, le ruisseau biote et par divers petits cours d'eau, qui constituent un réseau hydrographique de 8 km de longueur totale,.
L'Ousse, d'une longueur totale de 10,6 km, prend sa source dans la commune de Puységur et s'écoule du sud-ouest vers le nord-est. Il traverse la commune et se jette dans le Gers à Lalanne, après avoir traversé 6 communes.
Le ruisseau de Lauze, d'une longueur totale de 16,3 km, prend sa source dans la commune de La Sauvetat et s'écoule du sud-ouest vers le nord-est. Il traverse la commune et se jette dans le Gers à Lectoure, après avoir traversé 7 communes.

### Climat
Pour des articles plus généraux, voir Climat de l'Occitanie et Climat du Gers.
En 2010, le climat de la commune est de type climat du Bassin du Sud-Ouest, selon une étude s'appuyant sur une série de données couvrant la période 1971-2000. En 2020, Météo-France publie une typologie des climats de la France métropolitaine dans laquelle la commune est exposée à un climat océanique altéré et est dans la région climatique Aquitaine, Gascogne, caractérisée par une pluviométrie abondante au printemps, modérée en automne, un faible ensoleillement au printemps, un été chaud (19,5 °C), des vents faibles, des brouillards fréquents en automne et en hiver et des orages fréquents en été (15 à 20 jours).
Pour la période 1971-2000, la température annuelle moyenne est de 13 °C, avec une amplitude thermique annuelle de 15,5 °C. Le cumul annuel moyen de précipitations est de 762 mm, avec 10 jours de précipitations en janvier et 6,4 jours en juillet. Pour la période 1991-2020, la température moyenne annuelle observée sur la station météorologique la plus proche, située sur la commune de Beaucaire à 14 km à vol d'oiseau, est de 13,8 °C et le cumul annuel moyen de précipitations est de 775,9 mm,. Pour l'avenir, les paramètres climatiques de la commune estimés pour 2050 selon différents scénarios d’émission de gaz à effet de serre sont consultables sur un site dédié publié par Météo-France en novembre 2022.

### Milieux naturels et biodiversité
Aucun espace naturel présentant un intérêt patrimonial n'est recensé sur la commune dans l'inventaire national du patrimoine naturel,,.

## Urbanisme

### Typologie
Au 1er janvier 2024, Réjaumont est catégorisée commune rurale à habitat très dispersé, selon la nouvelle grille communale de densité à sept niveaux définie par l'Insee en 2022.
Elle est située hors unité urbaine. Par ailleurs la commune fait partie de l'aire d'attraction d'Auch, dont elle est une commune de la couronne,. Cette aire, qui regroupe 112 communes, est catégorisée dans les aires de 50 000 à moins de 200 000 habitants,.

### Occupation des sols
L'occupation des sols de la commune, telle qu'elle ressort de la base de données européenne d’occupation biophysique des sols Corine Land Cover (CLC), est marquée par l'importance des territoires agricoles (88,7 % en 2018), une proportion sensiblement équivalente à celle de 1990 (88,9 %). La répartition détaillée en 2018 est la suivante : 
terres arables (72,8 %), forêts (11,3 %), prairies (7,4 %), zones agricoles hétérogènes (6 %), cultures permanentes (2,5 %). L'évolution de l’occupation des sols de la commune et de ses infrastructures peut être observée sur les différentes représentations cartographiques du territoire : la carte de Cassini (XVIIIe siècle), la carte d'état-major (1820-1866) et les cartes ou photos aériennes de l'IGN pour la période actuelle (1950 à aujourd'hui).

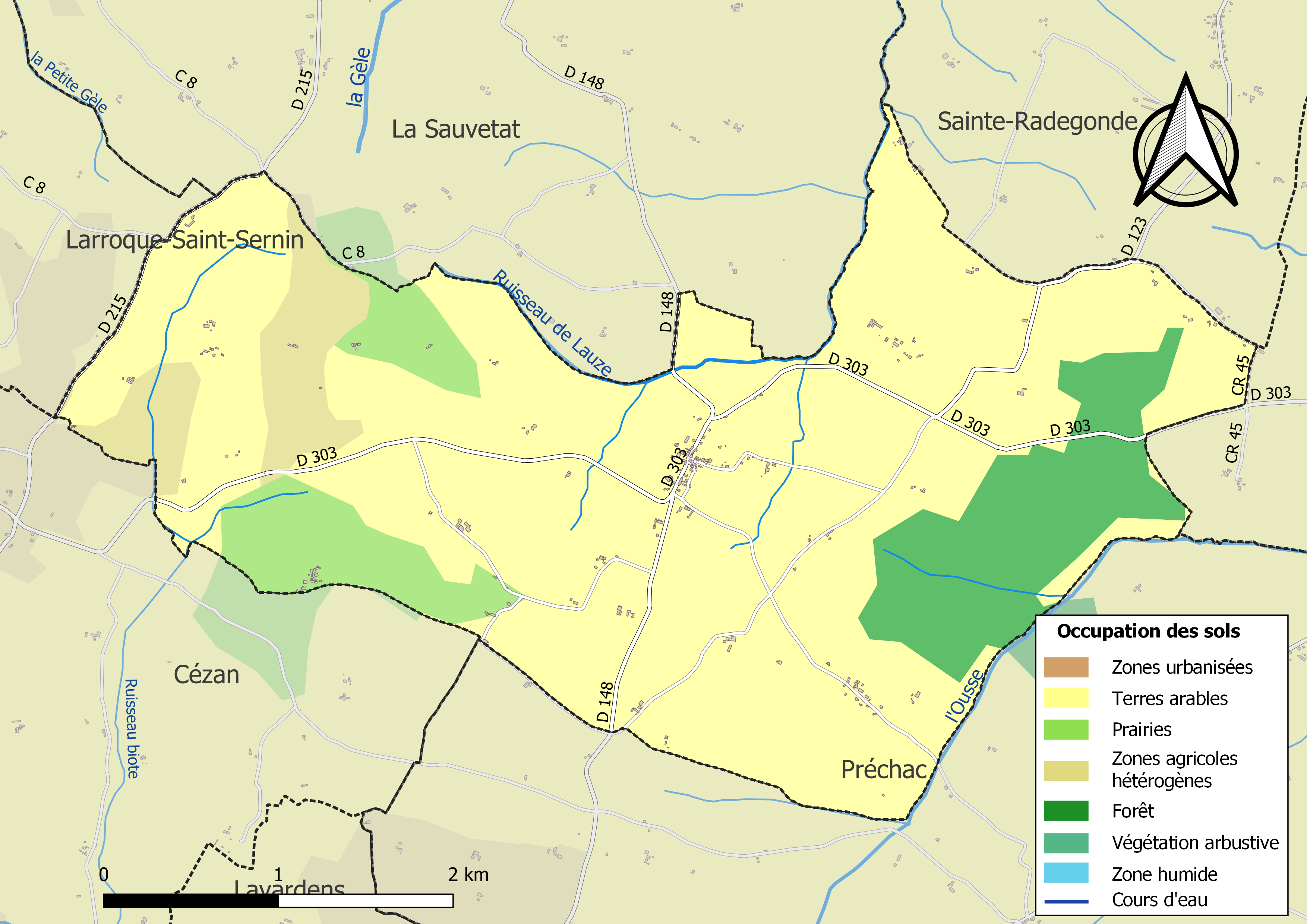
Carte des infrastructures et de l'occupation des sols de la commune en 2018 (CLC).

### Voies de communications et transports

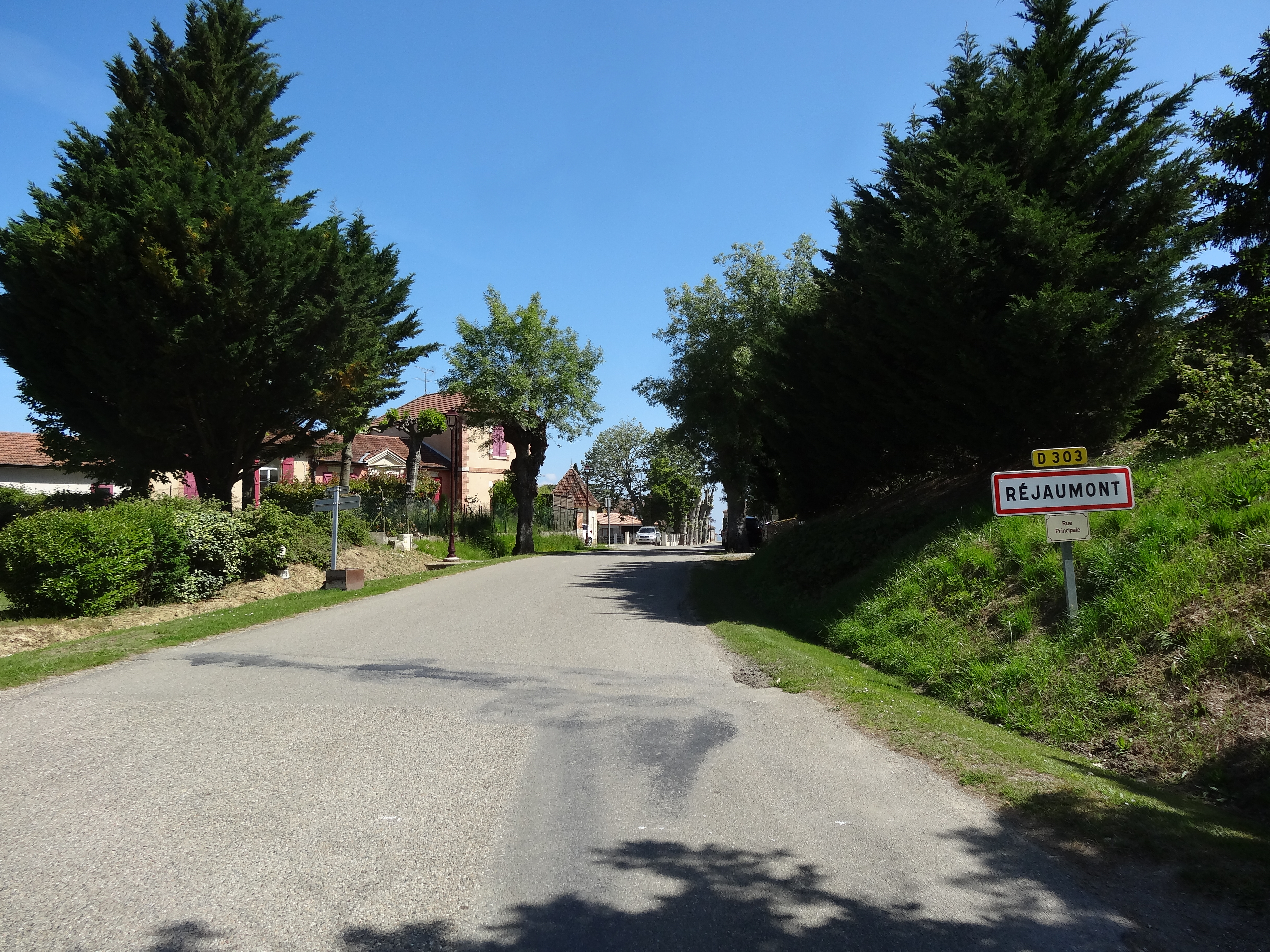
Entrée sud du village.

### Risques majeurs
Le territoire de la commune de Réjaumont est vulnérable à différents aléas naturels : météorologiques (tempête, orage, neige, grand froid, canicule ou sécheresse) et séisme (sismicité très faible). Un site publié par le BRGM permet d'évaluer simplement et rapidement les risques d'un bien localisé soit par son adresse soit par le numéro de sa parcelle.

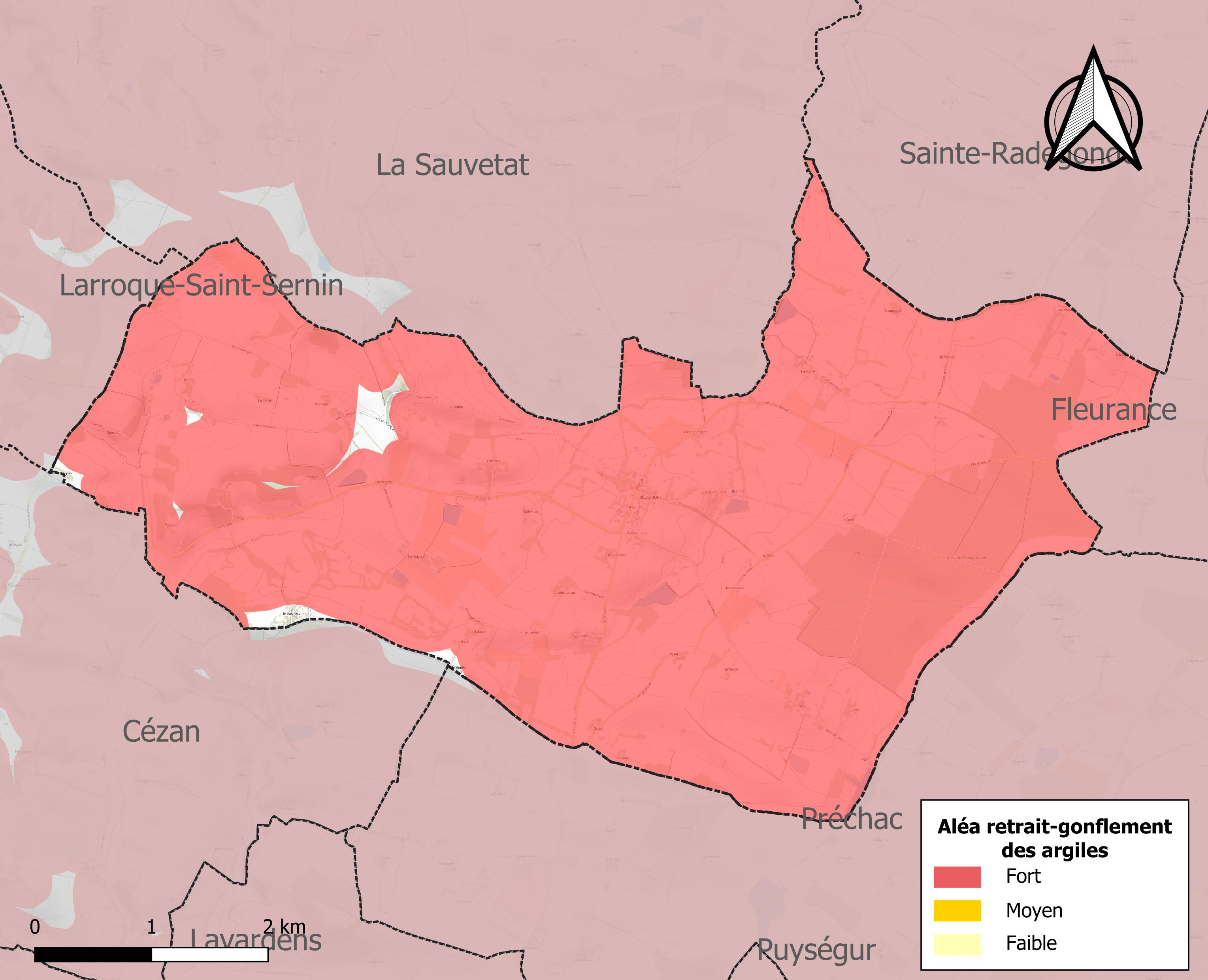
Carte des zones d'aléa retrait-gonflement des sols argileux de Réjaumont.

Le retrait-gonflement des sols argileux est susceptible d'engendrer des dommages importants aux bâtiments en cas d’alternance de périodes de sécheresse et de pluie. 98,5 % de la superficie communale est en aléa moyen ou fort (94,5 % au niveau départemental et 48,5 % au niveau national). Sur les 113 bâtiments dénombrés sur la commune en 2019, 104 sont en aléa moyen ou fort, soit 92 %, à comparer aux 93 % au niveau départemental et 54 % au niveau national. Une cartographie de l'exposition du territoire national au retrait gonflement des sols argileux est disponible sur le site du BRGM,.
Par ailleurs, afin de mieux appréhender le risque d’affaissement de terrain, l'inventaire national des cavités souterraines permet de localiser celles situées sur la commune.
La commune a été reconnue en état de catastrophe naturelle au titre des dommages causés par les inondations et coulées de boue survenues en 1999 et 2009. Concernant les mouvements de terrains, la commune a été reconnue en état de catastrophe naturelle au titre des dommages causés par la sécheresse en 1989, 1992, 1993, 1998, 1999, 2002, 2012, 2016 et 2019 et par des mouvements de terrain en 1999.

## Histoire

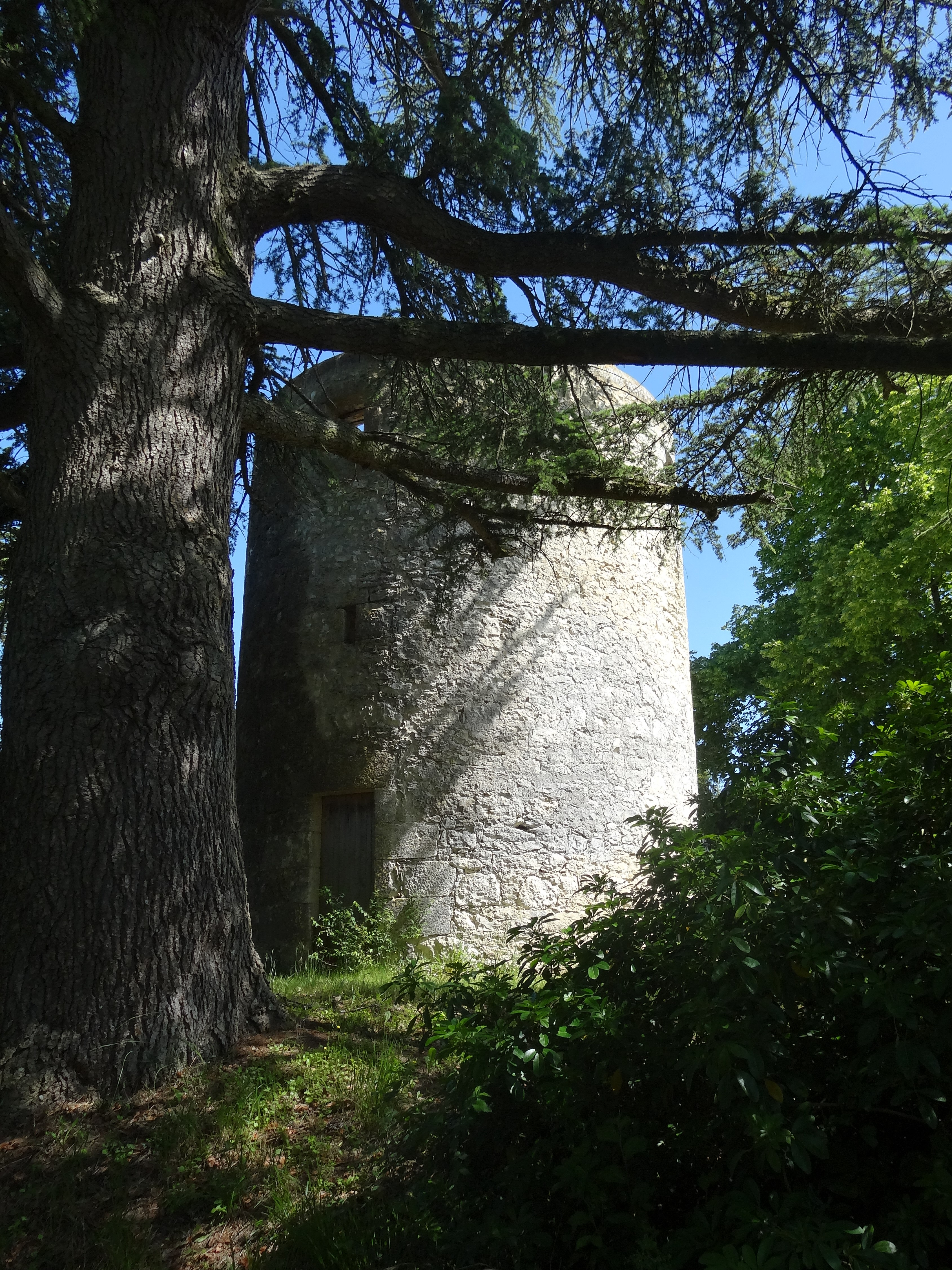
Un ancien moulin à vent.

Réjaumont était dans le comté de Gaure. Par son testament, Me Durant Dumont chanoine de Ste-Marie d'Auch légua à la communauté une rente de 30 livres à distribuer tous les deux ans par les consuls à une pauvre fille à marier ou bien à un garçon pour se mettre en métier (vers 1660).

### Sports

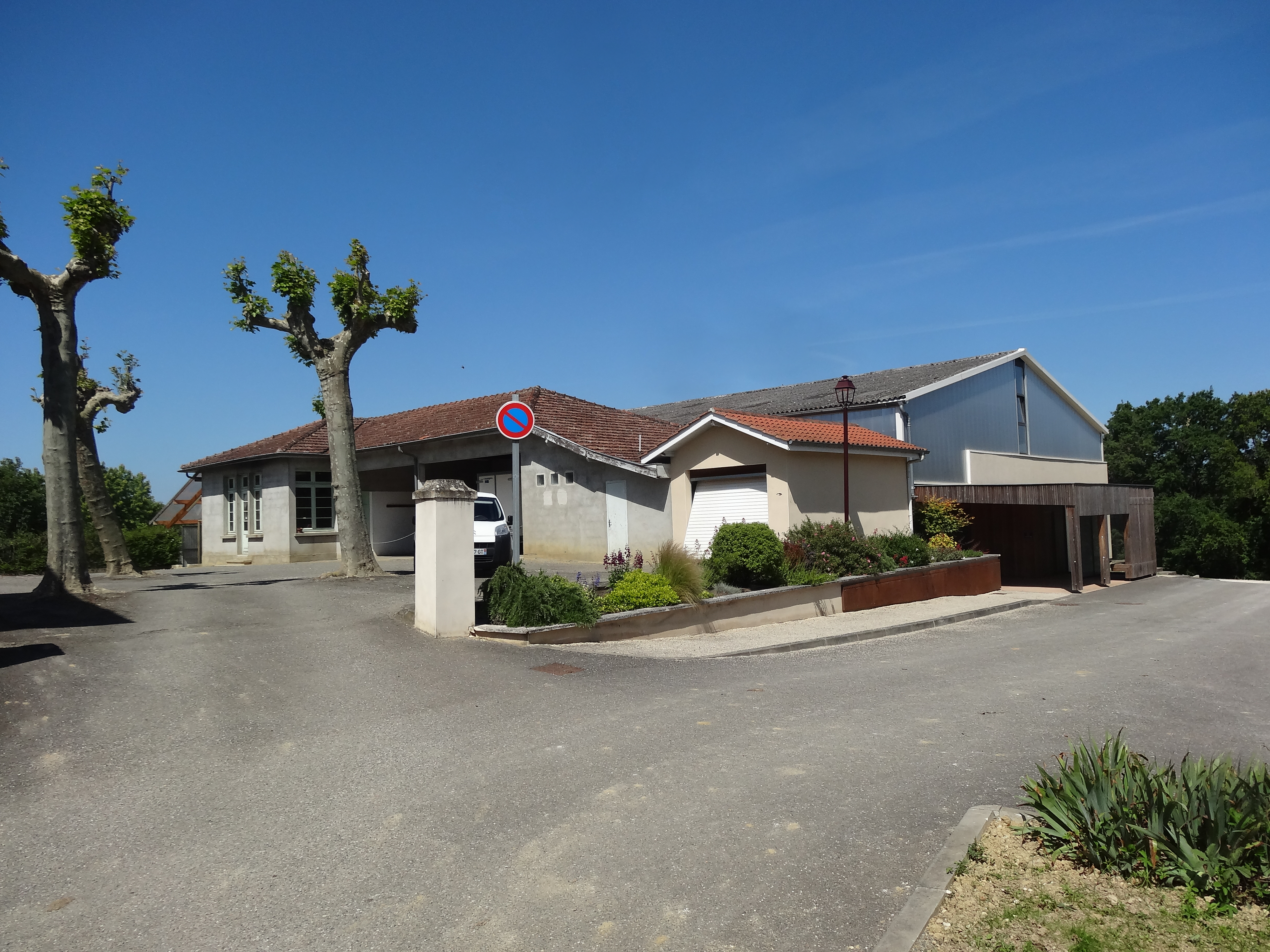
Une salle multisports.

## Politique et administration

### Liste des maires

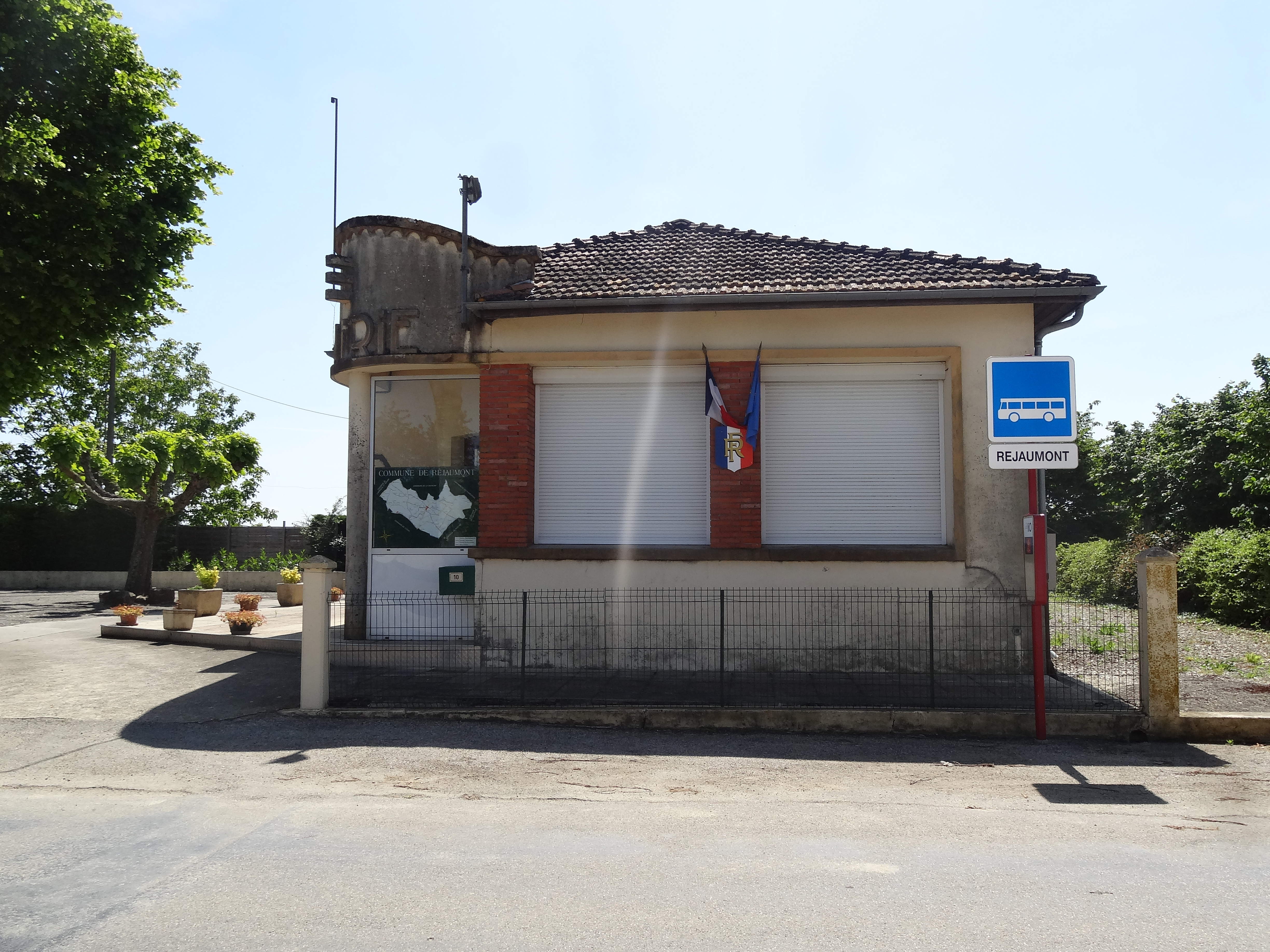
La mairie.

| Période                                  | Période  | Identité           | Étiquette | Qualité                     |
| ---------------------------------------- | -------- | ------------------ | --------- | --------------------------- |
| mars 2001                                | 2008     | Alain Reinaudo     |           |                             |
| mars 2008                                | 2020     | Patricia Paillarès | DVG       | Retraitée de l'enseignement |
| 2020                                     | En cours | Didier Cartie      |           |                             |
| Les données manquantes sont à compléter. |          |                    |           |                             |

## Population et société

### Démographie
| 1793 | 1800 | 1806 | 1821  | 1831 | 1841 | 1846 | 1851 | 1856 |
| ---- | ---- | ---- | ----- | ---- | ---- | ---- | ---- | ---- |
| 849  | 912  | 936  | 1 029 | 757  | 660  | 647  | 602  | 661  |

| 1861 | 1866 | 1872 | 1876 | 1881 | 1886 | 1891 | 1896 | 1901 |
| ---- | ---- | ---- | ---- | ---- | ---- | ---- | ---- | ---- |
| 583  | 516  | 535  | 531  | 481  | 436  | 408  | 385  | 360  |

| 1906 | 1911 | 1921 | 1926 | 1931 | 1936 | 1946 | 1954 | 1962 |
| ---- | ---- | ---- | ---- | ---- | ---- | ---- | ---- | ---- |
| 390  | 370  | 352  | 342  | 352  | 352  | 359  | 314  | 265  |

| 1968 | 1975 | 1982 | 1990 | 1999 | 2005 | 2006 | 2010 | 2015 |
| ---- | ---- | ---- | ---- | ---- | ---- | ---- | ---- | ---- |
| 204  | 200  | 185  | 183  | 175  | 180  | 181  | 208  | 238  |

| 2020 | 2022 | - | - | - | - | - | - | - |
| ---- | ---- | - | - | - | - | - | - | - |
| 247  | 247  | - | - | - | - | - | - | - |

### Manifestations culturelles et festivités

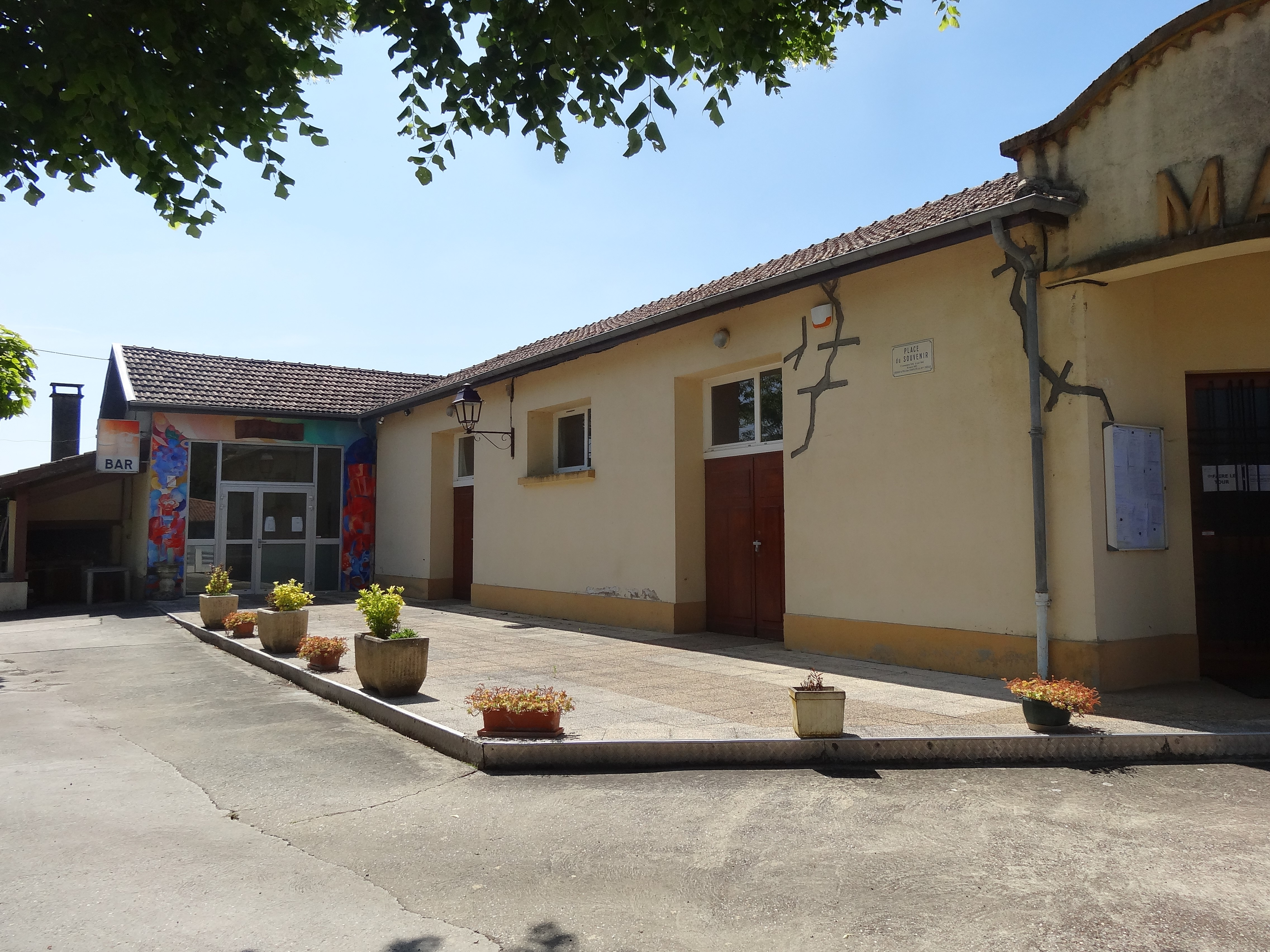
La salle des fêtes.

- Fête patronale : 2e dimanche de juillet[26].

## Économie

### Revenus
En 2018  (données Insee publiées en septembre 2021), la commune compte 93 ménages fiscaux, regroupant 242 personnes. La médiane du revenu disponible par unité de consommation est de 21 590 € (20 820 € dans le département).

### Emploi
|                | 2008  | 2013  | 2018  |
| -------------- | ----- | ----- | ----- |
| Commune        | 3,1 % | 7,4 % | 6,6 % |
| Département    | 6,1 % | 7,5 % | 8,2 % |
| France entière | 8,3 % | 10 %  | 10 %  |

En 2018, la population âgée de 15 à 64 ans s'élève à 134 personnes, parmi lesquelles on compte 75,9 % d'actifs (69,3 % ayant un emploi et 6,6 % de chômeurs) et 24,1 % d'inactifs,. Depuis 2008, le taux de chômage communal (au sens du recensement) des 15-64 ans est inférieur à celui de la France et du département.
La commune fait partie de la couronne de l'aire d'attraction d'Auch, du fait qu'au moins 15 % des actifs travaillent dans le pôle,. Elle compte 30 emplois en 2018, contre 42 en 2013 et 48 en 2008. Le nombre d'actifs ayant un emploi résidant dans la commune est de 96, soit un indicateur de concentration d'emploi de 31,4 % et un taux d'activité parmi les 15 ans ou plus de 54 %.
Sur ces 96 actifs de 15 ans ou plus ayant un emploi, 16 travaillent dans la commune, soit 16 % des habitants. Pour se rendre au travail, 88,8 % des habitants utilisent un véhicule personnel ou de fonction à quatre roues, 3,1 % s'y rendent en deux-roues, à vélo ou à pied et 8,2 % n'ont pas besoin de transport (travail au domicile).

### Activités hors agriculture

#### Secteurs d'activités
13 établissements sont implantés  à Réjaumont au 31 décembre 2019.
Le secteur du commerce de gros et de détail, des transports, de l'hébergement et de la restauration est prépondérant sur la commune puisqu'il représente 30,8 % du nombre total d'établissements de la commune (4 sur les 13 entreprises implantées  à Réjaumont), contre 27,7 % au niveau départemental.

### Agriculture
La commune est dans le « Haut-Armagnac », une petite région agricole occupant le centre du département du Gers. En 2020, l'orientation technico-économique de l'agriculture  sur la commune est la polyculture et/ou le polyélevage.
|               | 1988  | 2000  | 2010  | 2020 |
| ------------- | ----- | ----- | ----- | ---- |
| Exploitations | 33    | 25    | 21    | 11   |
| SAU (ha)      | 1 142 | 1 318 | 1 205 | 967  |

Le nombre d'exploitations agricoles en activité et ayant leur siège dans la commune est passé de 33 lors du recensement agricole de 1988  à 25 en 2000 puis à 21 en 2010 et enfin à 11 en 2020, soit une baisse de 67 % en 32 ans. Le même mouvement est observé à l'échelle du département qui a perdu pendant cette période 51 % de ses exploitations,. La surface agricole utilisée sur la commune a également diminué, passant de 1 142 ha en 1988 à 967 ha en 2020. Parallèlement la surface agricole utilisée moyenne par exploitation a augmenté, passant de 35 à 88 ha.

## Culture locale et patrimoine

### Lieux et monuments

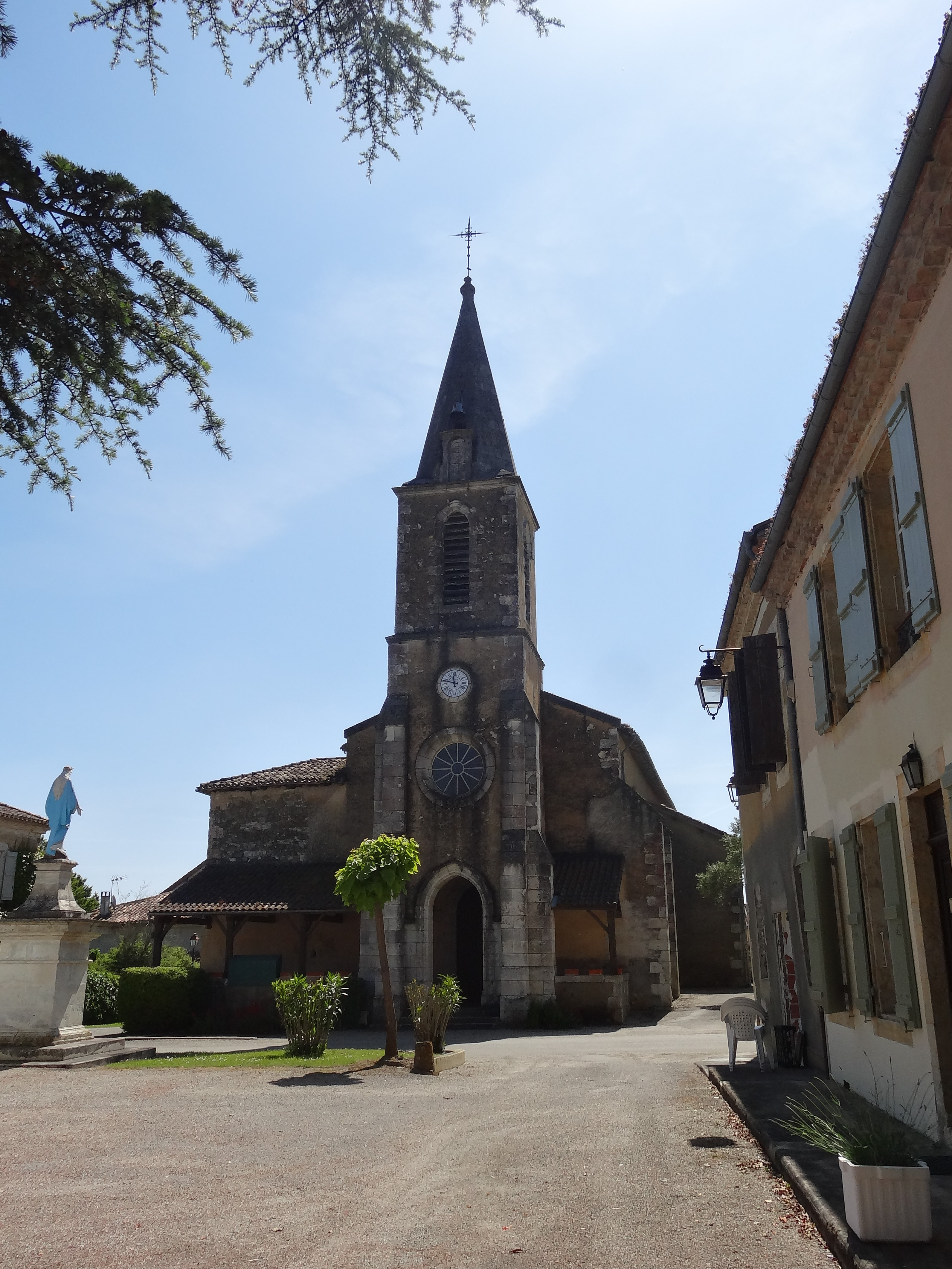
L'église Saint-Clair.

- Église Saint-Clair.

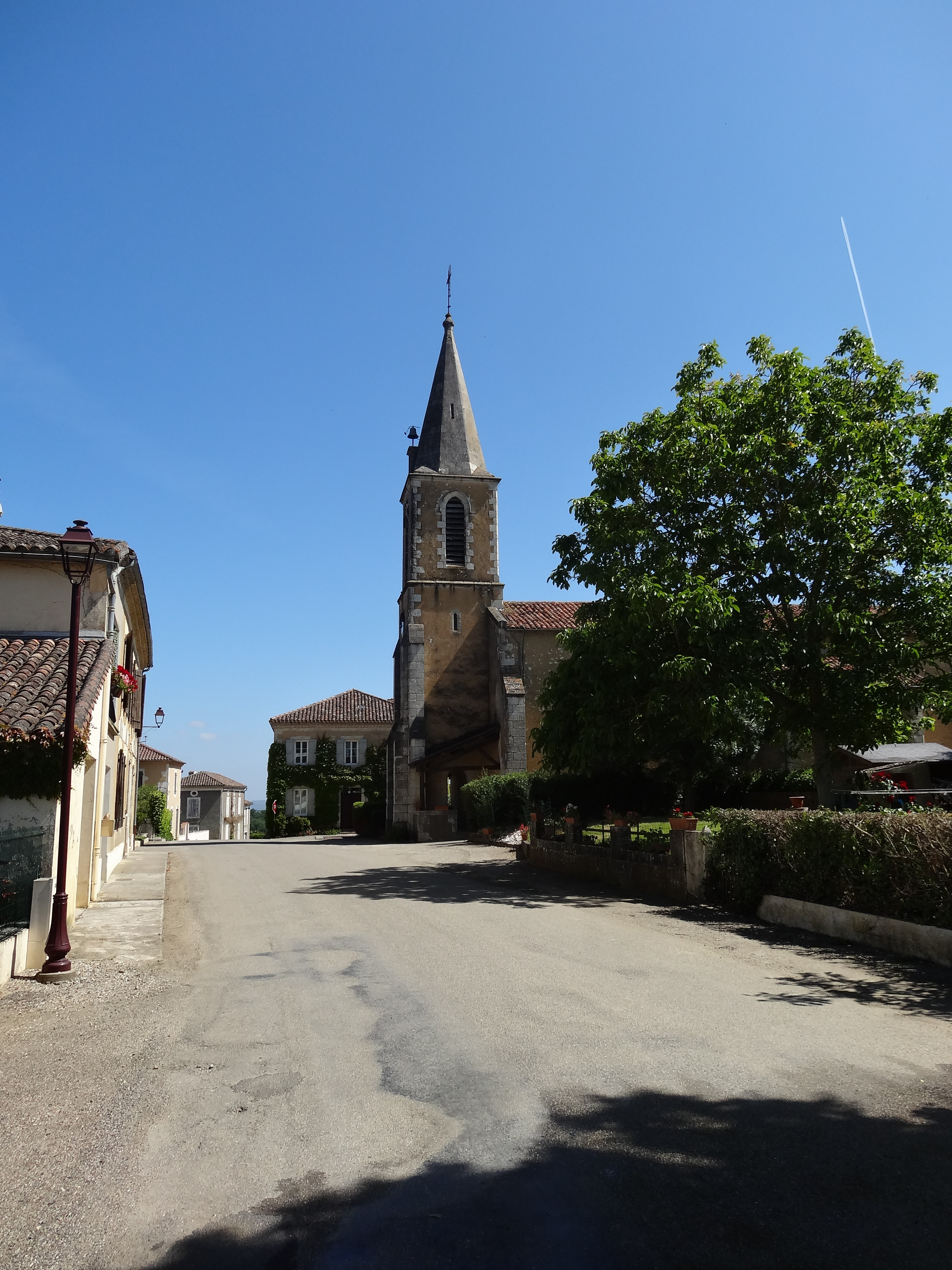
Autre vue de l’église.
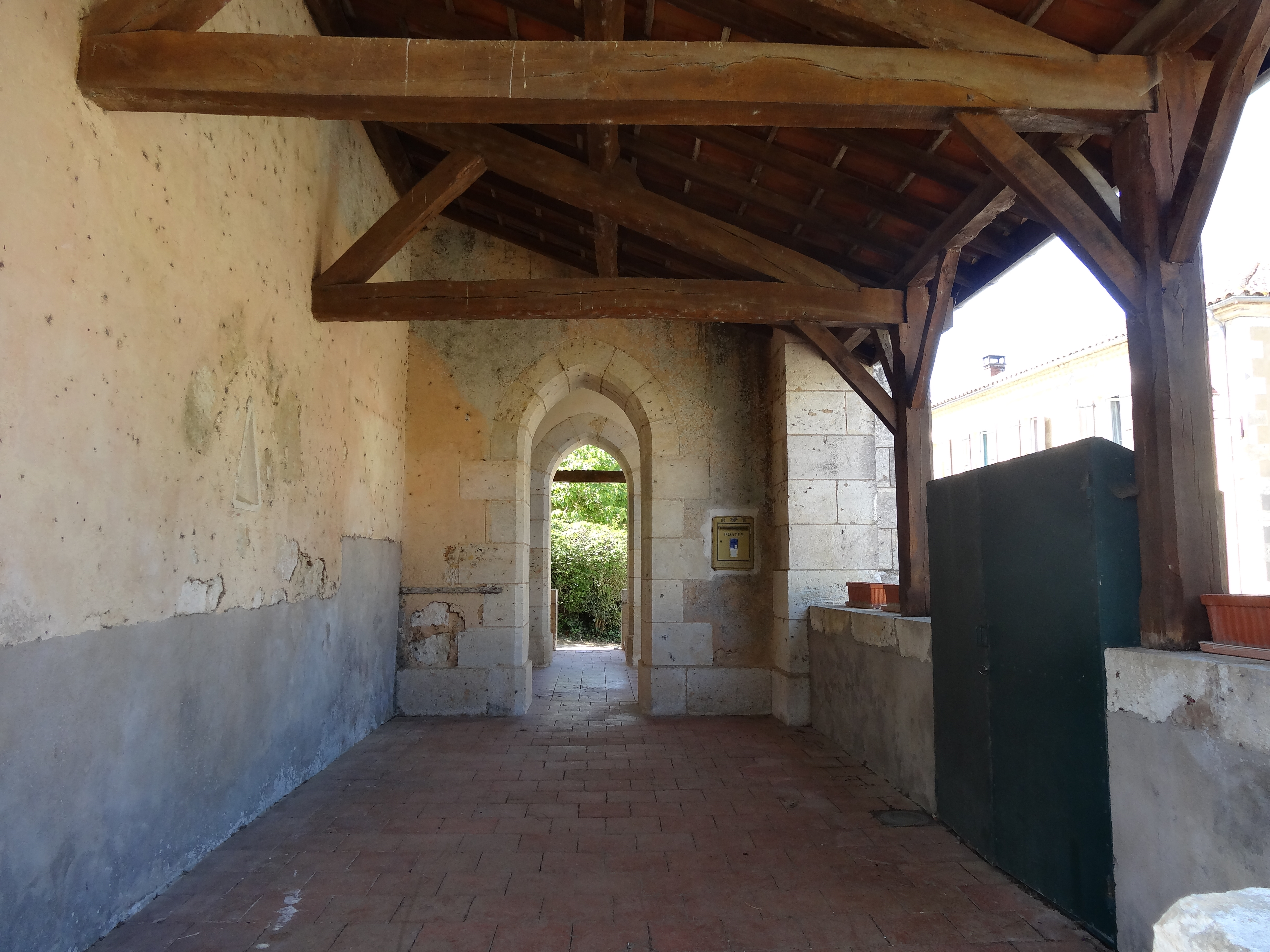
Le porche de l’église.
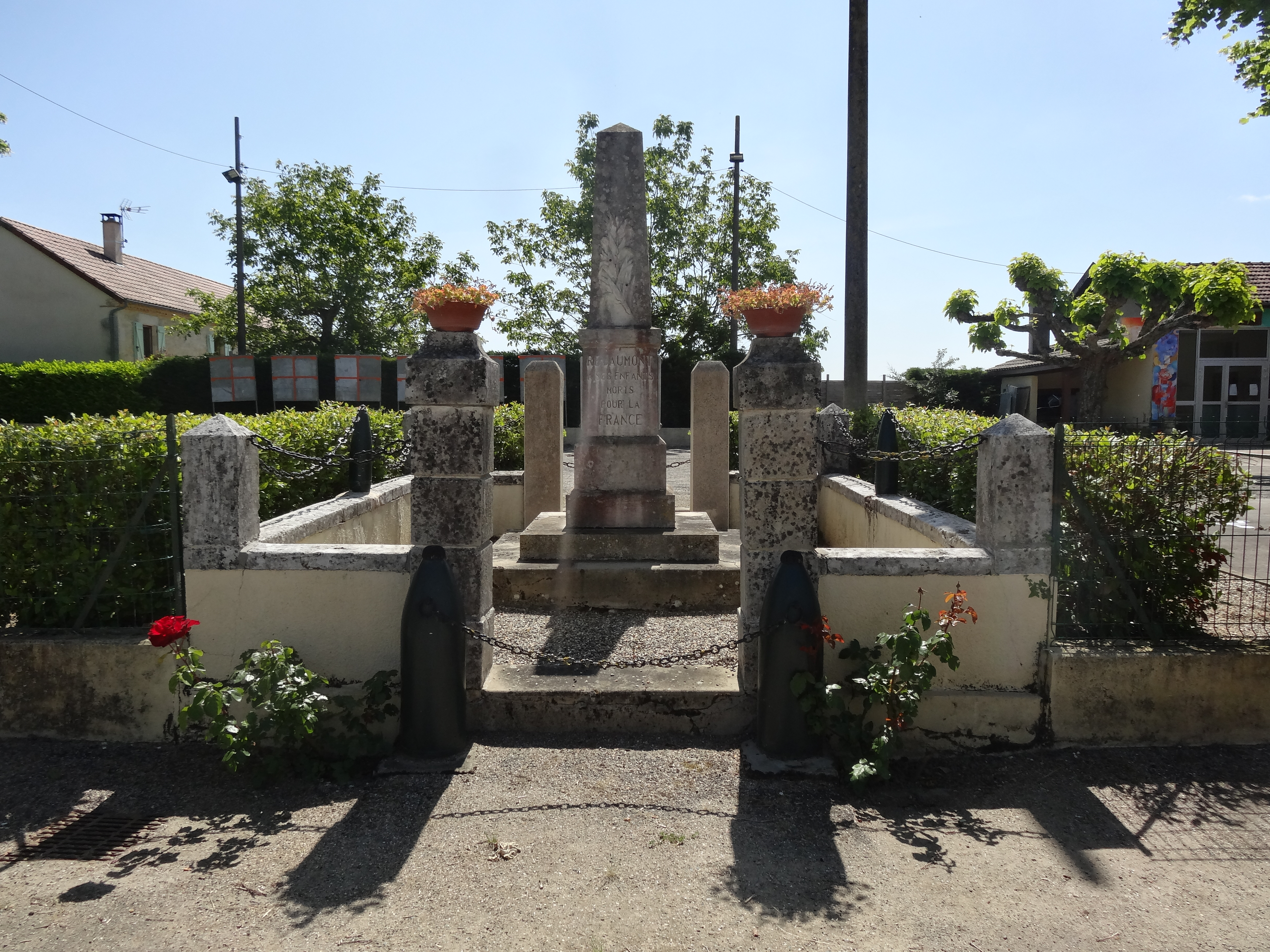
Le monument aux morts.
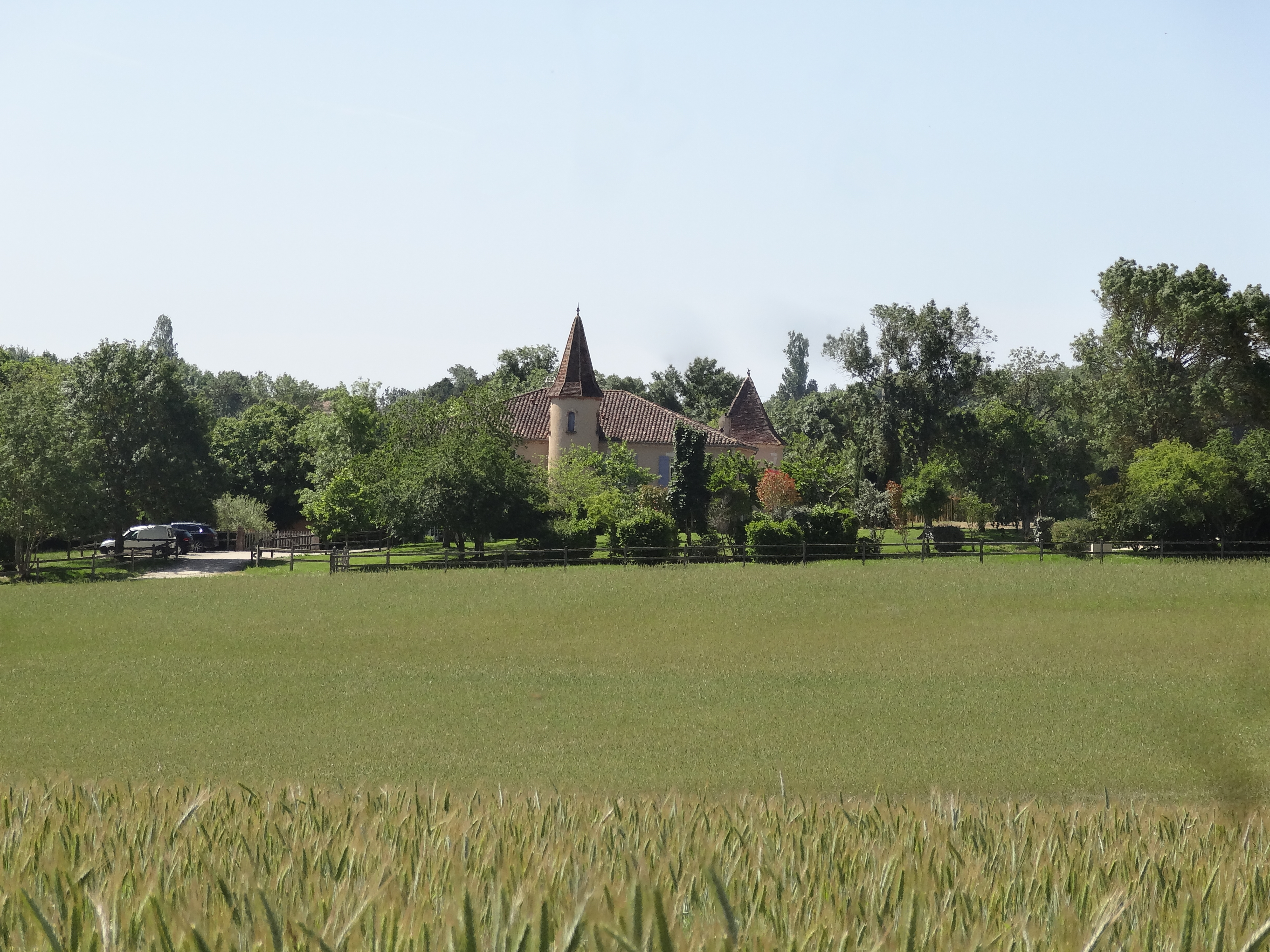
Domaine.
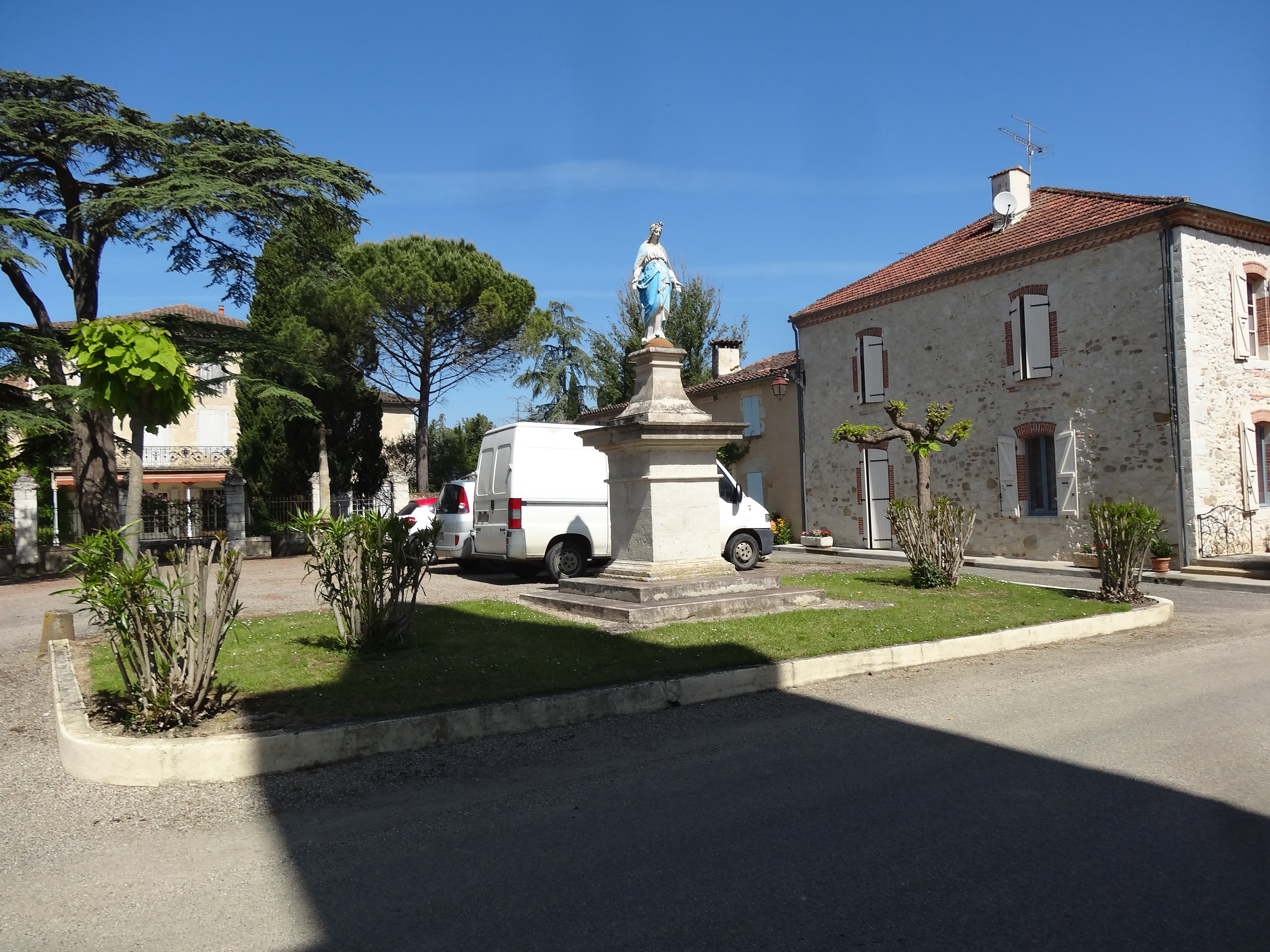
Statue Ave Maria.
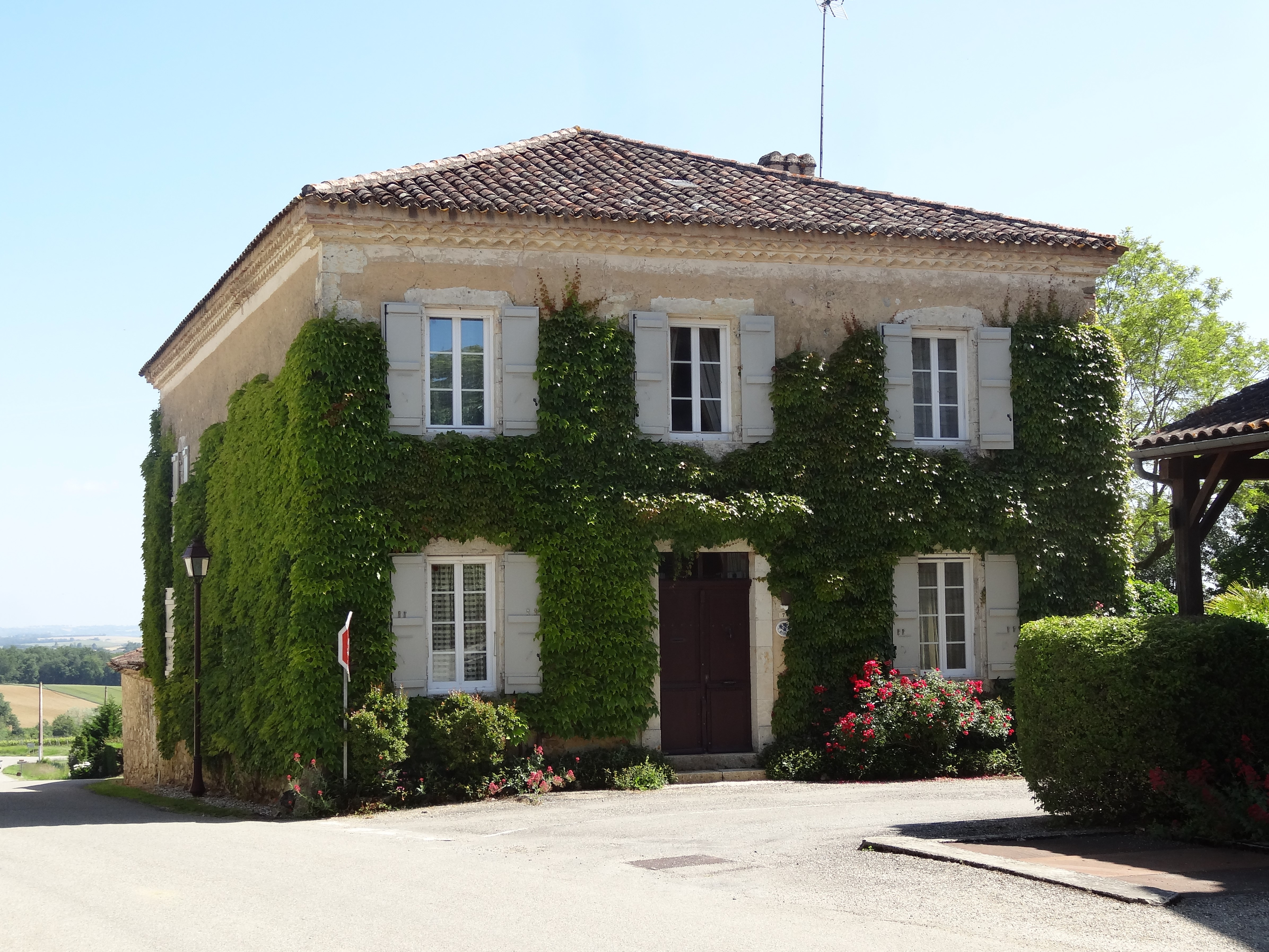
Maison située dans le village.
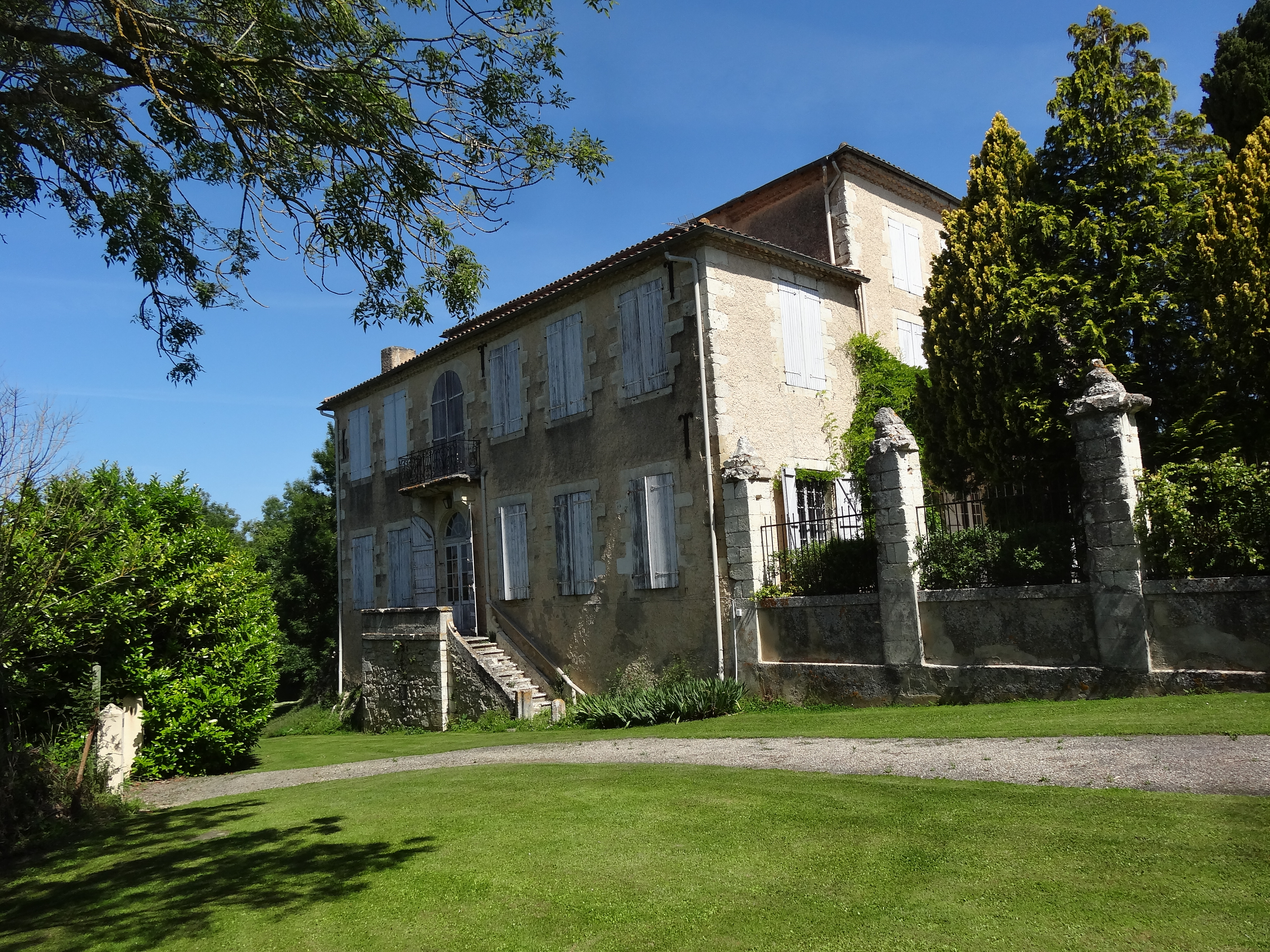
Autre maison.
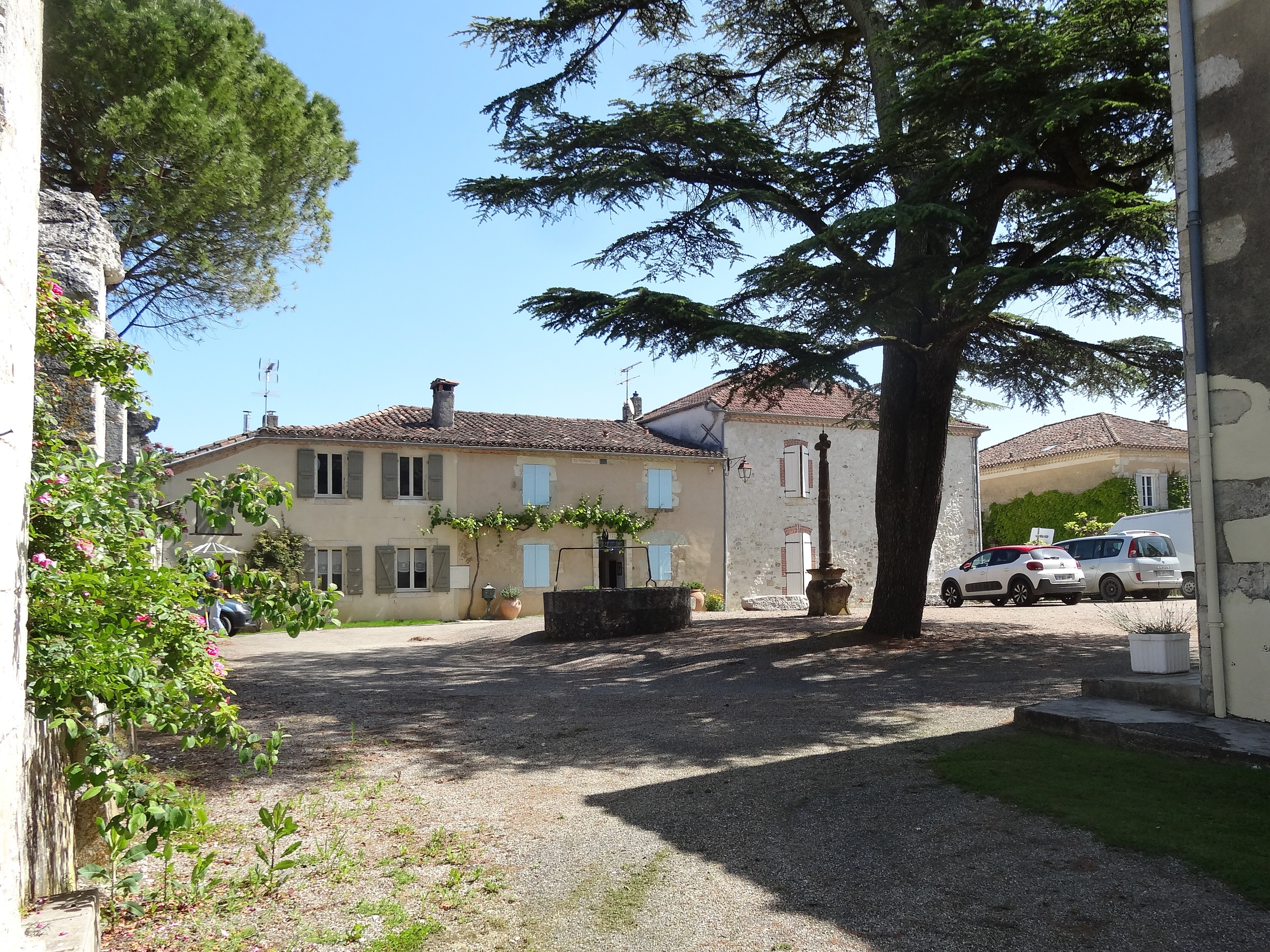
La place centrale.
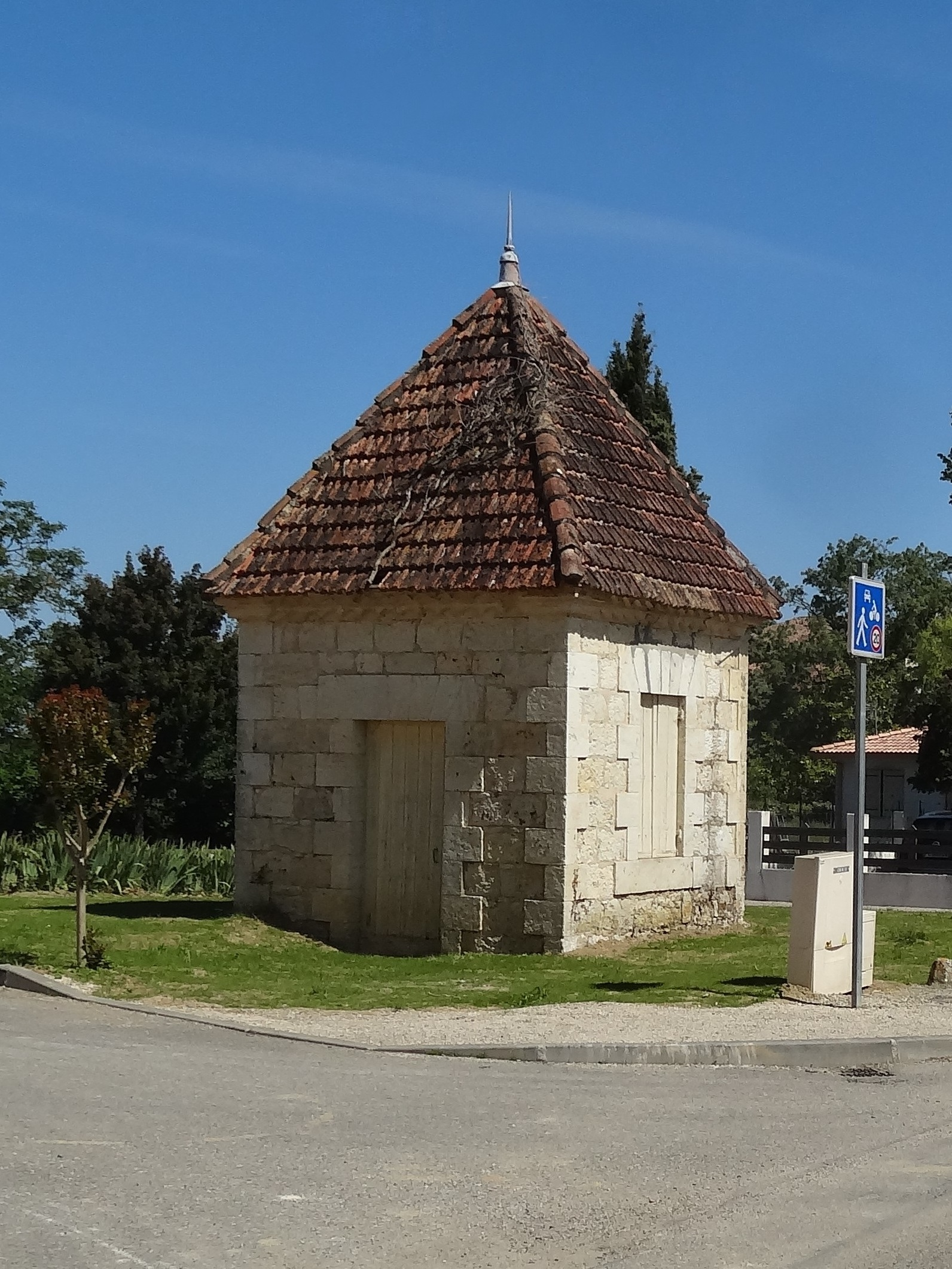
Curiosité.
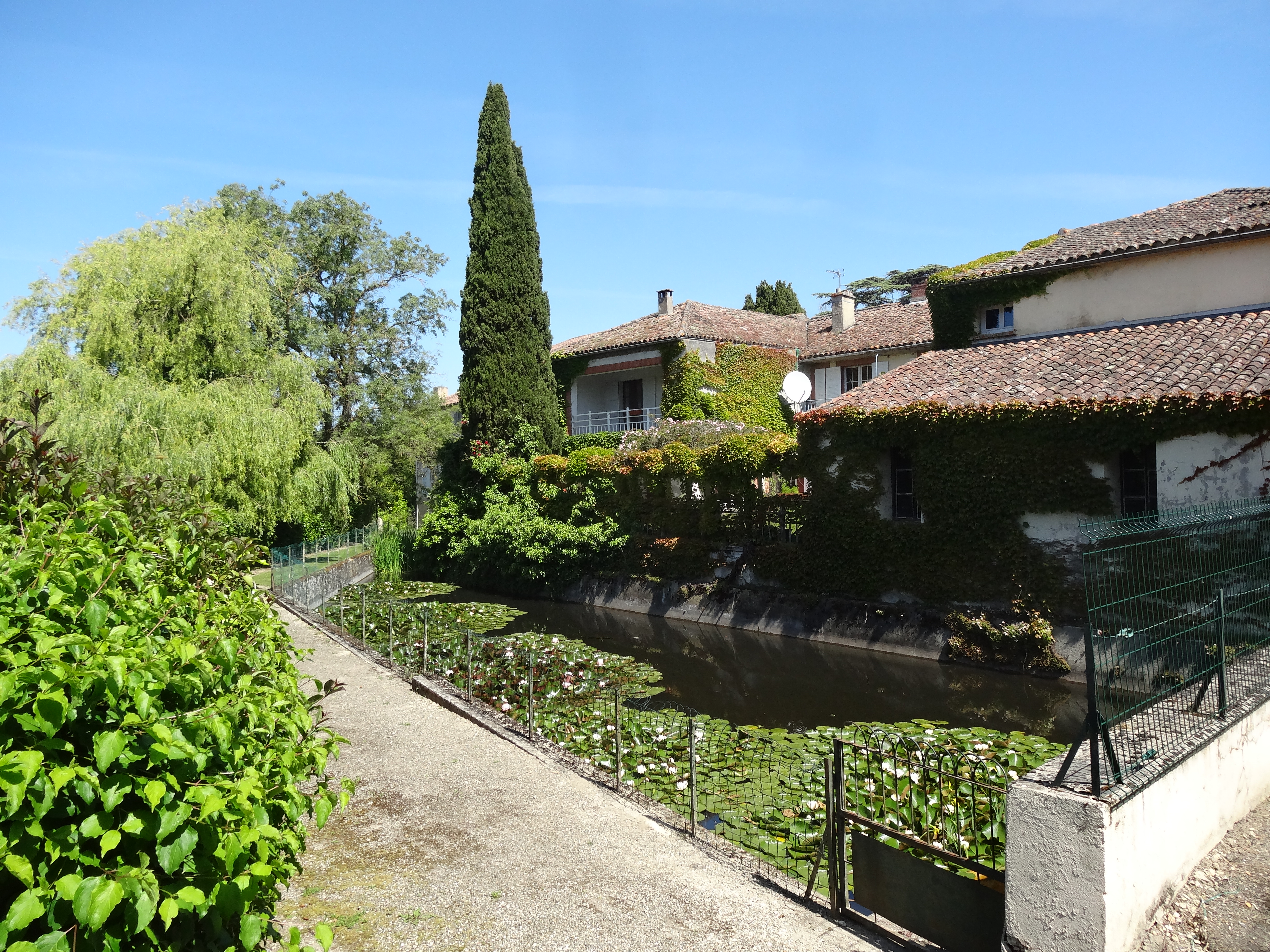
Vivier.